# Stephen Greenleaf
Stephen Greenleaf (* 17. Juli 1942 in Washington, D.C., Vereinigte Staaten) ist ein US-amerikanischer Schriftsteller und ehemaliger Anwalt.

## Leben
Stephen Greenleaf wuchs in einer Kleinstadt im Mittleren Westen der USA auf. Er erhielt 1964 einen Bachelor of Arts vom Carlton College in Minnesota und 1967 einen Juris Doctor von der University of California in Berkeley. Von 1967 bis 1969 diente er in der US-Armee in Vietnam. 1978 studierte er kreatives Schreiben an der renommierten Iowa Writer’s Workshop. Bekannt wurde er vor allem für seine Kriminalromane mit dem Privatdetektiv John Marshall Tanner; mehrfach wurden sie für wichtige Literaturpreise nominiert. Nach eigener Aussage soll Ellipsis Greenleafs letzter Roman mit seinem Protagonisten Marsh Tanner sein.
Greenleaf lebt mit seiner Frau Ann in Nordkalifornien.

## Werke

### Joe Tanner-Serie
- 1979: Grave Error (dt. Sarg drüber. Droemersche VA Knaur, München 1981, ISBN 978-3-426-04916-7)
- 1980: Death Bed (dt. Auf Doppelspur. Droemersche VA Knaur, München 1982, ISBN 978-3-426-04924-2)
- 1982: State's Evidence (dt. Der erste Mann. Droemersche VA Knaur, München 1983, ISBN 978-3-426-04940-2)
- 1983: Fatal Obsession (dt. Abgang eines Störenfrieds. Droemersche VA Knaur, München 1985, ISBN 978-3-426-04961-7)
- 1985: Beyond Blame (dt. John Tanner, Privatdetektiv. Bastei Lübbe, Bergisch Gladbach 1987, ISBN 978-3-404-19107-9)
- 1987: Toll Call (dt. Peggys Geheimnisse. Bastei Lübbe, Bergisch Gladbach 1987, ISBN 978-3-404-19112-3)
- 1991: Book Case (dt. Buch der Lügen. Bastei Lübbe, Bergisch Gladbach 1993, ISBN 978-3-404-19175-8)
- 1992: Blood Type (dt. Blutgruppe. Haffmans, Zürich 1994, ISBN 978-3-251-30031-0)
- 1993: Southern Cross (dt. Kreuz des Südens. Haffmans, Zürich 1997, ISBN 978-3-251-30066-2)
- 1994: False Conception
- 1996: Flesh Wounds
- 1997: Past Tense
- 1999: Strawberry Sunday
- 2000: Ellipsis

### Gerichtsthriller
- 1986: The Ditto List (dt. Bis das D. T. euch scheidet. Marion-von-Schröder, Düsseldorf 1987, ISBN 978-3-547-73394-5)
- 1989: Impact

### Kurzgeschichten
- 1984: Iris. In: Robert J. Randisi (Hrsg.): The Eyes Have It: The First Private Eye Writers of America Anthology, Mysterious Press, 1984

## Auszeichnungen
- 1993: Maltese Falcon Award (japanisch ファルコン賞 Farukon Shō) für Book Case

## Nachweise, Anmerkungen
1. ↑  vgl.
2. ↑  nach dem Interview mit Ed Lynskey beinhaltete seine eigene militärische Erfahrung keinen Kampf
3. ↑  z. B. die Nominierungen für den Edgar Allan Poe Award, Dilys Award, Maltese Falcon Award und Shamus Award
4. ↑  vgl. Interview von Ed Lynskey

| Personendaten    | Personendaten                               |
| ---------------- | ------------------------------------------- |
| NAME             | Greenleaf, Stephen                          |
| KURZBESCHREIBUNG | US-amerikanischer Jurist und Schriftsteller |
| GEBURTSDATUM     | 17. Juli 1942                               |
| GEBURTSORT       | Washington, D.C., Vereinigte Staaten        |